# ماريا فرناندا أريستيسبال
ماريا فرناندا أريستيزبال يوريا (من مواليد 19 يونيو 1997) عارضة وحاملة لقب ملكة جمال كولومبية بعدما توجت في 12 نوفمبر 2019 بمسابقة ملكة جمال كولومبيا 2019 في فندق هيلتون. تعتبر ماريا أريستيسبال هي أول مندوبة من كوينديو تتويجاً بمسابقة ملكة جمال كولومبيا، بصفتها ملكة جمال ذلك العام كان عليها أن تمثل كولومبيا في مسابقة ملكة جمال الكون 2020، لكن نظرا لحصول ناتالي أكرمان على الامتياز الكولومبي لمسابقة ملكة جمال الكون في كولومبيا، أكدت اقامت مسابقة ملكة جديدة لاختيار ممثلة كولومبيا في مسابقة عام 2020 وأن أريستيزابال لن تكون ملكة جمال الكون.
بعد أن أنهت عهدهابصفتها ملكة جمال كولومبيا، بدأت محادثات لتعيين ملكة جمال الكون في كولومبيا 2022. بعد التوصل إلى اتفاق تم الإعلان عنها في 06 أبريل 2022 لتمون ممثلة كولومبيا في مسابقة ملكة جمال الكون 2022 من خلال مؤتمر صحفي، ونتيجة لذلك تحل ناتاليا لوبيز كاردونا الوصيفة الأولى لمسابقة سينوريتا كولومبيا 2021 من ولاية كوينديو ، مكان ماريا أريستيسبال للمشاركة في مسابقة ملكة جمال العالم 2022.

## نشأتها
ولدت ماريا في أرمينيا ، كوينديو. والدتها هي بيرثا لوسيا يوريا بوسو. ارتادت جامعة لويس أميغو الكاثوليكية في ميدلين ، حيث تدرس التواصل الاجتماعي.

## الروابط الخارجية
- ماريا فرناندا أريستيسبال على إنستغرام

| الجوائز و الإنجازات | الجوائز و الإنجازات     | الجوائز و الإنجازات |
| ------------------- | ----------------------- | ------------------- |
| سبقه غابرييلا تافور | ملكة جمال كولومبيا 2019 | الحالي              |